# Etna
«Етна» (італ. Etna) — бронепалубний крейсер однойменного типу Королівських ВМС Італії кінця XIX століття.

## Історія створення
Крейсер «Етна» був закладений 19 січня 1884 року на верфі ВМС у місті Кастелламмаре-ді-Стабія. Свою назву отримав від назви вулкану Етна на Сицилії. Спущений на воду 26 вересня 1885 року, вступив у стрій 2 грудня 1887 року.

## Історія служби
Після вступу у стрій крейсер «Етна» увійшов до складу «Скуадра Перманетне» (італ. Squadra Permamente). Він здійснив ряд походів до берегів Північної та Південної Америки. У 1893 році «Етна» разом з крейсерами «Догалі» та «Джованні Бозан» представляв Італію на Колумбівській виставці.
Під час першої італо-ефіопської війни (1895-1896 роки) перебував у Червоному морі, де підтримував дії італійських військ.
У 1897 році «Етна» був включений до складу Дивізіону крейсерів. Здійснив похід на Далекий Схід, під час якого відвідав Сідней.
У 1902 році корабель повернувся до Італії, де був роззброєний. У 1904 році став флагманським кораблем командування міноносних сил. У 1907 році перетворений на навчальний корабель для підготовки кадетів. У 1909 році здійснив візит до США. 
Крейсер «Етна» взяв участь в італійсько-турецькій війні. Спочатку він діяв біля східного узбережжя Африки, поблизу італійських колоній Сомалі та Еритрея. У грудні 1911 року був переведений у Середземне море, де разом з іншими італійськими кораблями надавав вогневу підтримку військам, які обороняли Тобрук.
У квітні 1912 року обстрілював Бенгазі, а у серпні - Триполі.
У 1914 році «Етна» був переобладнаний на штабний корабель. Під час Першої світової війни використовувався як плавуча батарея в Таранто. У 1917 році перебазований  в Бриндізі, де використовувався як штабний корабель віце-адмірала Альфредо Актона під час битви в протоці Отранто.
15 травня 1921 року крейсер «Етна», останній зі свого типу, був проданий на злам.